# Sofie Castenschiold
Thora Gerda Sofie "Soffy" Castenschiold gift Carlheim-Gyllensköld (født 1. februar 1882 i København, død 30. januar 1979 i Helsingborg, Sverige) var en dansk tennisspiller, som vandt sølv ved OL 1912 i Stockholm
Sofie Castenschiold spillede mest på private baner, men repræsenterede KB Tennis. Hun var Danmarks bedste kvindelige tennisspiller 1906-1912, vandt det danske mesterskab på grus tre gange i træk 1908-1910 og deltog to gange i Wimbledon, hvor hun 1910 som den første dansker nåede kvartfinalen i en Grand Slam-turnering.
Hun vandt sølv i damesingle indendørs ved OL 1912 i Stockholm efter at have vundet over Helen Aitchison fra Storbritannien og Sigrid Fick fra Sverige. I finalen tabte hun til Edith Hannam fra Storbritannien. 
Ifølge eget udsagn havde hun haft bedre chancer for at vinde finalen, hvis hun ikke havde spillet bridge med bl.a. den svenske konge Gustav 5. aftenen forinden i et lokale fyldt med tobaksrøg. Men hun mente ikke, hun kunne afslå hans indbydelse.
Hun deltog også i mixeddouble med Erik Larsen, parret blev slået ud i første kamp (kvartfinale) af de senere sølvvindere Roper Barrett og Helen Aitchison fra Storbritannien.
Sofie Castenschiold var datter af Sofus Jean Castenschiold og Victoire "Cicca" Jacqueline Fortunée de Seréne de Acqueria. Hun blev i 1912 kort efter OL gift med svenskeren Adolf Bengt Gustaf Carlheim-Gyllensköld og flyttede til Sverige, hvor hun levede resten af livet.